# Галеви, Эли
Эли Галеви (фр. Élie Halévy; 6 сентября 1870 года ― 21 августа 1937 года) ― французский философ и историк. Написал ряд сочинений о британских утилитаристах, сборник эссе «Эра тирании» и девятитомную историю Британии с 1815 по 1914 год, которые повлияли на британскую историографию.

## Биография
Эли Галеви родился в городе Этрета, Приморская Сена, куда его мать бежала во время похода немецкой армии на Париж. Его отцом был драматург Людовик Галеви, а братом ― историк Даниэль Галеви. Его родители имели еврейское происхождение, хотя были протестантами, и сам он был воспитан как протестант. Галеви вырос в окружении музыкантов, учёных и политиков. После учебы в Высшей нормальной школе в Париже Галеви получил докторскую степень по философии в 1901 году, защитив диссертацию на тему платоновской теории познания и истоках философского радикализма. Наработки из диссертации позднее легли в основу его первого крупного труда «Основание английского философского радикализма» (в трёх томах, 1901―1904 годы).
В своей статье от 1893 года Галеви предположил, что великий моральный вопрос современной мысли состоит в том, как абстрактная идея долга может стать конкретной целью общества. Этот вопрос сначала привлёк его к утилитаристам, и в основе их ответа он обнаружил фундаментальное противоречие. По его словам, утилитаризм основан на двух принципах: во-первых, дело законодателя ― сводить воедино естественно расходящиеся интересы отдельных людей в обществе; и, во-вторых, этот социальный порядок возникает спонтанно благодаря гармонии индивидуальных интересов. Для Галеви это являлось примером двух основных человеческих взглядов на Вселенную: созерцания астронома и вмешательства инженера.
В 1892 году Эмиль Бутми пригласил Галеви читать лекции по английской политической мысли в недавно созданной Школе политических наук. После 1900 года он чередовал этот курс с другим, в частности, по истории социализма. В то же время он помог основать Revue de métaphysique et de morale, к которому сохранил интерес до самой смерти.
Преподавательская работа Галеви побудила его совершать ежегодные поездки в Англию, во время которых он стал близким другом многих самых крупных учёных и политических деятелей своего времени. Он тщательно исследовал рукописи Джереми Бентама в Кембридже в связи с его работой по философскому радикализму и с годами развил глубокие и интенсивные знания всех источников английской истории XIX века. В 1901 году он начал работать над первым томом своего фундаментального труда «История английского народа в девятнадцатом веке» (издаваемого с 1913 года). В первом томе он описал Англию в 1815 году и попытался объяснить, как страны избежала насильственных социальных изменений. «Если экономические факты объясняют курс, взятый человечеством, ― писал он, ― Англия девятнадцатого века, несомненно, прежде всего других стран была обречена на революцию, как в политическом, так и в религиозном плане». Ни британская конституция, ни официальная церковь не были достаточно сильными, чтобы удерживать страну. Он нашел ответ в религиозном несоответствии: «Методизм был противоядием от якобинства».

Он не писал свой труд по истории в хронологической последовательности и не дожил до его завершения. Во втором и третьем томах (1923 г.) его рассказ продолжается до 1841 г. Затем Галеви, глубоко тронутый Первой мировой войной, обратил свое внимание на период с 1895 по 1914 год. Два тома об этом периоде (опубликованные в 1926―1930 гг.) были написаны весьма отстраненно, учитывая непосредственность обсуждаемых им проблем. Вместе с Селестином Бугле в 1924 году он переиздал набор лекций Сен-Симона 1830 года, сгруппированных под названием Доктрина Сен-Симона. В лекциях 1929 года, переработанных в 1936 году (опубликованных в 1938 году под названием «Эра тирании»), Галеви утверждал, что мировая война усилила контроль государства над жизнью индивидов и де-факто открыла путь для социализма. В отличие от тех, кто видел в социализме последнее проявление Великой Французской революции, он видел в нём новую организацию принуждения, заменяющую те, которые этой революцией были уничтожены. Об этом он пишет примерно в таких выражениях:
Эпоха тирании начинается с августа 1914 года, то есть с того времени, когда воюющие страны впервые приняли форму социальной организации, которую можно определить следующим образом:
(1) В экономической сфере ― широкомасштабная национализация всех средств производства, распределения и обмена; в то же время ― обращение правительств к руководителям профсоюзов с просьбой поддержать проведение этой политики. Государственный социализм, таким образом, сочетается с элементами синдикализма и корпоративизма.
(2) В интеллектуальной сфере ― «национализация идей» в двух различных формах: одна негативная, то есть подавление всех выражений мнений, которые считались противоречащими национальным интересам, а другая ― положительная. Положительный аспект я назову «организацией энтузиазма».
Послевоенный социализм в целом произошёл от этой организации военного времени в гораздо большей степени, чем от марксизма. Политика, которую он предлагает людям, которых часто привлекала к нему отвращение и ненависть к войне, ― это продолжение социальной организации военного времени в мирное время. Это парадокс послевоенного социализма.
В своей последней работе (которую он смог закончить), Галеви начал преодолевать разрыв в изложении британской истории между 1841 и 1895 годами, выпустив том под названием «Эпоха Пиля и Кобдена» (1841―1852). До последнего оставаясь либеральным индивидуалистом, Галеви умер в Суси-ан-Бри 21 августа 1937 года. Его издатели посмертно поручили Р. Б. Маккаллуму подготовить дополнительное эссе, чтобы связать этот том с заключительными, целиком вышедшим под заголовком «Викторианские годы» в 1961 году.

## Сочинения

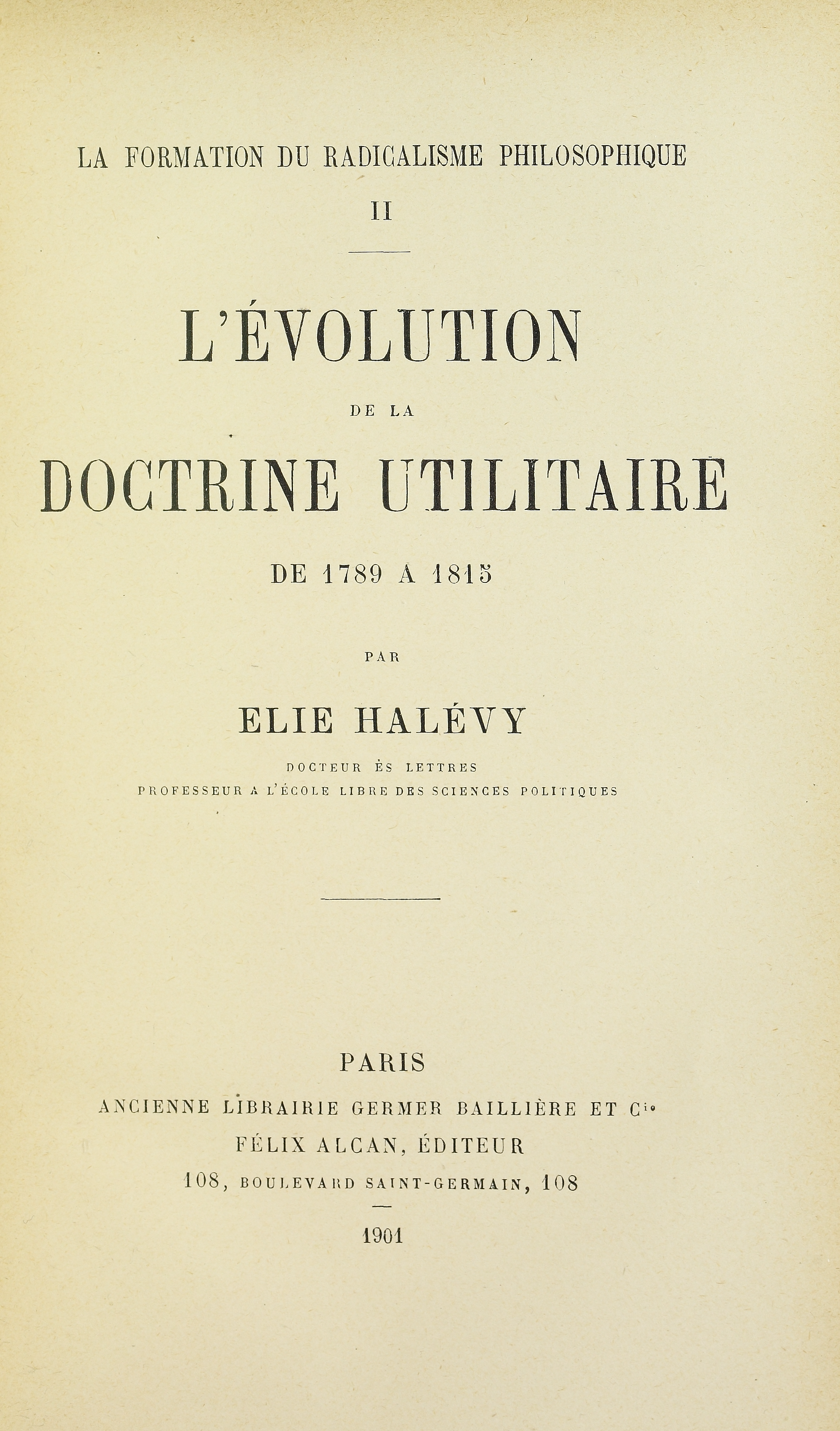
Évolution de la doctrine utilitaire, 1901 год

- (1896). La Théorie platonicienne des sciences. Paris: Félix Alcan.
- (1901—1904). La Formation du radicalisme philosophique. Paris: Félix Alcan.
  - (1901). La Jeunesse de Bentham 1776—1789.
  - (1901). L'Évolution de la doctrine utilitaire de 1789 à 1815.
  - (1904). Le Radicalisme philosophique.
- (1903). Thomas Hodgskin (1787—1869). Paris: Librairie Georges Bellais.
- (1913—1946). Histoire du peuple anglais au XIXe siècle.
  - (1913). L’Angleterre en 1815.
  - (1923). Du lendemain de Waterloo à la veille du Reform Bill.
  - (1923). De la Crise du Reform Bill à l’Avènement de Sir Robert Peel: 1830—1841.
  - (1946). Le Milieu du siècle: 1841—1852 (posth.)
- (1926). Épilogue 1. Les impérialistes au pouvoir: 1895—1914.
- (1932). Épilogue 2. Vers la démocratie sociale et vers la guerre: 1895—1914.
- (1938). L'Ère des tyrannies, préf. de Célestin Bouglé. (posth.)
- (1948). Histoire du socialisme européen. Paris: Gallimard (posth.)
- История Англии в эпоху империализма / Перевод в франц. под ред. и с предисл. Б. Вебера. — Москва : Соцэкгиз, 1937. — XX, 408 с. (Перевод VIII и IX томов «Histoire du peuple anglais au XIXe siècle»)

### Избранные статьи
- Halévy, Élie (1921). "Chartism, " The Quarterly Review, Vol. 236, No. 468, pp. 62-75.
- Halévy, Élie (1922). "Where England Stands at Present, " The Living Age, Vol. 314, No. 4078, September 2, pp. 569—574.
- Halévy, Élie (1941). The Age of Tyrannies. Economica (англ.). 8 (29). Wiley: 77–93. doi:10.2307/2549522.